# Карл фон Цьоринг-Цернхаузен
Карл фон Цьоринг-Цернхаузен (на немски: Karl von Czoernig-Czernhausen) е историограф и статистик от Австро-Унгария.

## Живот
Роден е през 1804 година в Цернхаузен, Бохемия.
Той съсредоточава дейността си в изучаването на Дунавския воден път и австро-унгарските железници. Между 1948 – 1949 година е депутат във Франкфуртското народно събрание, между 1852 – 1863 година е ръководител на Имперската централна комисия за проучване и опазване на паметници. През 1865 година е избран за председател на комисията за статистика и администрация в империята.
Умира през 1889 година в Гориция на 85-годишна възраст.
Негов внук е Валтер фон Цьоринг - Цернхаузен.

## Трудове
- Ethnographie der österreichischen Monarchie, 3 Bände (1855 – 57)
- Österreichs Neugestaltung 1848 – 58 (1858)
- Tafeln zur Statistik der österreichischen Monarchie seit 1848.